# Parema nigrobalteata
Parema nigrobalteata är en stekelart som först beskrevs av Cameron 1899.  Parema nigrobalteata ingår i släktet Parema och familjen brokparasitsteklar.

## Underarter
Arten delas in i följande underarter:
- P. n. formosana
- P. n. bakeri
- P. n. nathani
- P. n. callida